# Golaniada

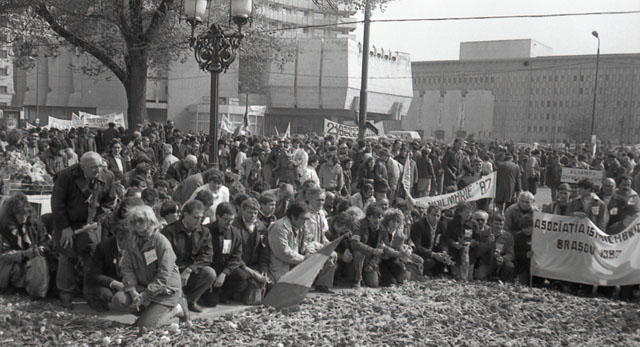
Nella foto una manifestazione anti-comunista in Piazza dell'Università di Bucarest, 1990.

La Golaniada (in rumeno: Golaniada, dalla parola rumena: golan "teppista"), chiamata anche Dimostrazioni di Piazza dell'Università (in rumeno: Manifestațiile din Piața Universității) fu una protesta tenutasi in Piazza dell'Università, a Bucarest, in Romania, messa in atto da studenti e professori dell'Università di Bucarest.
La Golaniada iniziò nell'aprile 1990, prima delle elezioni del 20 maggio 1990, che furono la prima elezione dopo la rivoluzione rumena del 1989. La richiesta principale dei manifestanti era che agli ex membri del Partito Comunista (4 milioni di adulti, su una popolazione totale di 22 milioni) venisse vietato di candidarsi alle elezioni.

## Antefatti

### Inizio
Ion Iliescu e il Fronte di Salvezza Nazionale (FSN) presero il potere durante la rivoluzione del 1989. L'organizzazione del FSN doveva agire come governo provvisorio fino alle elezioni libere programmate. Tuttavia, il 23 gennaio 1990, il FSN decise di trasformarsi in un partito politico e di candidarsi alle prossime elezioni. In seguito a questa decisione parte dei dissidenti e anti-comunisti entrarono nel FSN (compreso Doina Cornea).
L'FSN, che era ampiamente noto dalla rivoluzione e ad essa associato, ottenne il 66,3% dei voti, mentre l'altro partito - l'Unione Democratica Magiara di Romania - ottenne solo il 7,2% dei voti (seguito da PNL 1-6,4% MER-2.6%).

### Proteste

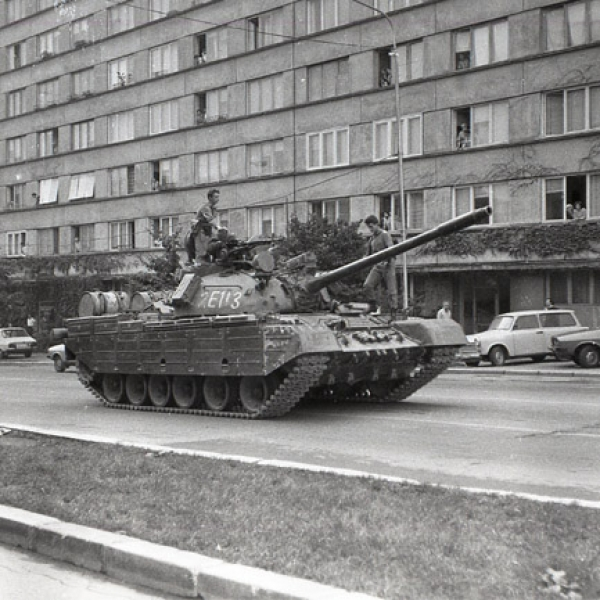
Un TR-85 tank a Bucarest all'inizio del 1990, durante la Golaniada.

Il 22 aprile 1990, "Il gruppo indipendente per la democrazia" e le altre organizzazioni politiche tennero delle manifestazioni in "Piazza Aviatori". Dopo la manifestazione pacifica, i gruppi di persone marciarono verso la stazione della televisione rumena (TVR), chiedendo la sua indipendenza dalla politica, continuando la loro protesta in Piazza dell'Università durante tutta la notte. Due giorni dopo la piazza era ancora mobilitata e il numero dei manifestanti andò aumentando, tanto che la sera del 25 aprile, raggiunsero le 30.000 unità. Presto, il numero raggiunse le 50.000 persone in  sit-in di protesta ogni sera. I manifestanti dichiararono di non lasciare la piazza fino a quando la Romania non sarebbe divenuta libera dal comunismo.
Il presidente Ion Iliescu rifiutò di negoziare con i manifestanti e li chiamò "golan": parola che significa teppista, facinoroso e che ha dato poi il nome alla protesta. La desinenza finale ("-ada" in rumeno) è stata utilizzata per ironia della sorte, dal momento che le terminazioni come questa vennero usate in molte delle manifestazioni comuniste di Nicolae Ceaușescu, come per esempio, l'evento annuale nazionale sportivo, la Daciada (per comparare l'anno epico, come l'Iliade o, piuttosto, con i Giochi olimpici). I manifestanti ebbero anche un proprio inno:
Mai bine haimana, decât trădător
Mai bine huligan, decât dictator
Mai bine golan, decât activist
Mai bine mort decât comunist"
Testo della canzone di Laura Botolan; musica di Cristian Paturca
In italiano:
Meglio vagabondo che traditore,
Meglio teppista che dittatore,
Meglio teppista che attivista,
Meglio morto che comunista"
Molti intellettuali sostennero le proteste, compresi scrittori come Octavian Paler, Ana Blandiana Liiceanu, Stelian Tanase e il regista Lucian Pintilie. Eugène Ionesco sostenne la protesta inviando un telegramma dalla Francia, nel quale scrisse di essere il "Golan accademico" (Hooligan accademico).
Le loro tre richieste principali erano:
1. l'ottavo punto della Proclamazione di Timișoara: veto agli esponenti del Partito Comunista Rumeno e alla Securitate di poter essere candidati alle elezioni
2. accesso ai media statali per tutti i candidati, non solo i candidati del FSN. Una legge del 1975 di Ceausescu, che non era mai stata abrogata, permise al presidente della Romania il controllo diretto della televisione e radio rumena.
3. rinvio delle elezioni, dal momento che l'unico partito che aveva avuto le risorse per la campagna elettorale era il FSN.

I manifestanti erano in disaccordo anche con la dottrina ufficiale della rivoluzione del FSN, che era l'unico movimento anti-Ceausescu ma non anticomunista come dichiarato da Silviu Brucan in un'intervista al quotidiano britannico The Guardian, dunque chiedevano riforme più veloci, una vera economia di libero mercato e una democrazia di tipo occidentale previa decomunistizzazione mentre Ion Iliescu sosteneva un socialismo in "stile svedese" e l'anno della "democrazia originale" considerando il sistema multipartitico come antiquato.
Dopo le elezioni le proteste continuarono, l'obiettivo principale fu la rimozione del nuovo governo eletto dai cittadini.

## Finale violento
Dopo 52 giorni di proteste, il 13-15 giugno avvenne un violento scontro tra i sostenitori del governo e i minatori della valle del Jiu; molti dei manifestanti e passanti vennero picchiati e feriti. Le fonti differiscono sul numero delle vittime, fino a un centinaio di persone uccise, secondo delle stime, anche se la cifra ufficiale del governo era di sette morti.

## "Tribuna della democrazia"
Centinaia di discorsi furono tenuti dal balcone dell'Università, chiamato "tribuna della democrazia". 
I discorsi vennero tenuti fino agli ultimi giorni prima di lasciare l'area da parte dei membri dell'organizzazione. Tra questi discorsi fu incluso quello del famoso eminescologo, filosofo, saggista e traduttore Petru Creția.